# Reteporella fimbriata
Reteporella fimbriata är en mossdjursart som beskrevs av Canu och Bassler 1927. Reteporella fimbriata ingår i släktet Reteporella och familjen Phidoloporidae. Inga underarter finns listade i Catalogue of Life.